# Arnor Käringnäbb
Arnor Käringnäbb var en isländsk hövding på Miklabörs gård i Skagafjordsbygden. Omkring år 990, då svår nöd drabbat landet, yrkade Arnor på tinget om att anta kristendomen. Han fick igenom omvändelsen efter att nöden mildrats. Islänningatåten Svades och Arnor käringnäbbs saga, som troligen skrivits av en munk i Tingöre kloster, handlar om Arnor Käringnäbb.